# Ilenia Petracalvina
Ilenia Petracalvina (Enna, 6 gennaio 1974) è una giornalista, conduttrice televisiva e autrice televisiva italiana.

## Biografia
Nasce a Enna. Durante il periodo in cui studia giurisprudenza a Catania approfondisce la sua passione per il giornalismo d’inchiesta e così nel 1995 comincia a scrivere per il quotidiano La Sicilia e nel 1996 a partecipare al programma televisivo ‘’Tweeter’’ su Antenna Sicilia.
Nel 1997 il suo debutto su una rete nazionale, Canale 5 addirittura in due programmi: inviata per Una goccia nel mare e corrispondente dalla Sicilia per Verissimo per cui lavorerà fino al 1998.
In quell’anno è autrice della trasmissione di RAI 1  Pinocchio condotta da Gad Lerner.
Collabora al talk-show Giallo 4, dedicato agli episodi irrisolti di cronaca nera, condotto da Donatella Raffai (su Rete 4) nel 1999.
Nella redazione del programma di approfondimento di RAI 1, Donne al Bivio, nel 2000.
Dal 2001 al 2002 è inviata per Unomattina.
Nello stesso anno è autrice nonché inviata per il settimanale di approfondimento di Canale 5, Link.
Dal 2003 al 2010 è inviata e conduttrice delle esterne per il programma pomeridiano d’informazione L'Italia sul 2, sul secondo canale RAI.
Nel 2011, dopo nove anni, il ritorno a Unomattina con la nuova veste di autrice.
Poi ben sette stagioni da inviata per L'Arena di Massimo Giletti su RAI 1 per cui condurrà le esterne dal 2011 al 2017.
In questi anni non si fa mancare nulla, anche una terza parentesi a Uno Mattina come autrice e opinionista in studio e dal 2014 al 2016 il ruolo di inviata per il programma d’inchiesta Petrolio di RAI 1.
Nel 2018 arriva la prima conduzione di un programma di cui è anche autrice: Eroi di Strada su RAI 2.
Dal 2018 al 2025 è autrice e inviata per La vita in diretta su RAI 1.
È una delle giornaliste più ferrate sul caso Garlasco, che segue in maniera capillare dal 2007. Per questo motivo, pur essendo partita come inviata della trasmissione di RAI 3, Lo stato delle cose, successivamente si ritaglia un posto fisso tra gli opinionisti nello studio di Massimo Giletti.
Nell'estate 2025, diventa opinionista di Filorosso, il programma d'informazione e di approfondimento incentrato su notizie di attualità, condotto ogni martedì in prima serata da Manuela Moreno.

## Televisione
- Tweeter Antenna Sicilia 1996
- Una goccia nel mare Canale 5 1997
- Verissimo Canale 5 1997-1998
- Pinocchio RAI 1 1998
- Giallo 4 Rete 4 1999
- Donne al Bivio RAI 1 2000
- Unomattina Rai 1 2001-2002
- Link Canale 5 2002
- L'Italia sul 2 Rai 2 2003-2010
- Unomattina Rai 1 2011
- L'Arena Rai 1 2011-2017
- Unomattina Rai 1 2014
- Petrolio Rai 1 2014-2016
- Eroi di strada Rai 2 2018
- La vita in diretta RAI 1 2018-2025
- Lo stato delle cose RAI 3 2024-2025
- Filorosso RAI 3 2025

## Libri
- Ilenia Petracalvina, Sarah. Il delitto di Avetrana tra verità e bugie, Piemme, 2025.[7]

## Premi
- 2006 Premio Iride - Enna
- 2022 Premio Donna Siciliana - Catania